# Ethikratgesetz
Das deutsche Ethikratgesetz (EthRG) bildet die Rechtsgrundlage für den zum 1. August 2007 eingerichteten Deutschen Ethikrat und bestimmt dessen Aufgaben und Zusammensetzung, die Anforderungen an seine Mitglieder sowie deren Stellung und Berufung. Der Deutsche Ethikrat löst den bestehenden Nationalen Ethikrat ab.
Der Deutsche Ethikrat verfolgt die ethischen, gesellschaftlichen, naturwissenschaftlichen, medizinischen und rechtlichen Fragen sowie die voraussichtlichen Folgen für Individuum und Gesellschaft, die sich im Zusammenhang mit der Forschung und den Entwicklungen insbesondere auf dem Gebiet der Lebenswissenschaften und ihrer Anwendung auf den Menschen ergeben. Durch Stellungnahmen soll er als unabhängiger Sachverständigenrat den Deutschen Bundestag und die Bundesregierung unterstützen – sowohl im Auftrag als auch aus eigenem Entschluss, aber auch die Öffentlichkeit informieren und die öffentliche Diskussion fördern. Der Ethikrat soll unterschiedliche ethische Ansätze und ein plurales Meinungsspektrum vertreten sowie mit vergleichbaren Organisationen anderer Staaten zusammenarbeiten.
Die 26 Mitglieder sind nach dem Gesetz unabhängig und werden je zur Hälfte durch die Bundesregierung und den Bundestag vorgeschlagen und daraufhin vom Präsidenten des Deutschen Bundestages für vier Jahre berufen. Sie dürfen während ihrer Mitgliedschaft nicht gleichzeitig in Parlament oder Regierung auf Bundes- oder Länderebene tätig sein. In geheimer Wahl bestimmen die Mitglieder aus ihrer Mitte Vorsitz und Stellvertretung und geben sich eine Geschäftsordnung. Die Kosten für die Arbeit des Rates trägt der Bund.